# Viola howellii
Viola howellii är en violväxtart som beskrevs av Asa Gray. Viola howellii ingår i släktet violer, och familjen violväxter. Inga underarter finns listade i Catalogue of Life.